# 土耳其航空981號班機空難
土耳其航空981號班機是一班由土耳其航空运营，从土耳其伊斯坦布尔阿塔图尔国际机场飞往英国伦敦希思罗机场，经停巴黎奥利机场的定期航班。1974年3月3日，一架注册号为TC-JAV的麦道DC-10-10从巴黎奥利机场起飞前往伦敦希思罗机场时，于起飞后不久高速坠毁于巴黎北部，機上346人全部罹难。
在事发时，这是民航史上死亡人数最多的空难，直到1977年特内里费空难。在日本航空123号班机空难发生前，这也是死亡人数最多的单飞机空难，亦是恰尔基达德里撞机事件前死亡人数最多的无人生还空难。至今，该空难仍是民航史上死亡人数第六多的空难、单飞机死亡人数最多的无人生还空难、法国境内死亡人数最多的空难，也是DC-10系列飞机死亡人数最多的空难。

## 經過
| TK981號班機乘員國籍統計 | TK981號班機乘員國籍統計 | TK981號班機乘員國籍統計 | TK981號班機乘員國籍統計 |
| 國籍                    | 乘客                    | 機組人員                | 合計                    |
| ----------------------- | ----------------------- | ----------------------- | ----------------------- |
| 阿根廷                  | 3                       | 0                       | 3                       |
|                         | 2                       | 0                       | 2                       |
| 比利时                  | 1                       | 0                       | 1                       |
| 巴西                    | 5                       | 0                       | 5                       |
| 賽普勒斯                | 1                       | 0                       | 1                       |
| 法國                    | 16                      | 0                       | 16                      |
| 西德                    | 1                       | 0                       | 1                       |
| 印度                    | 2                       | 0                       | 2                       |
| 爱尔兰                  | 1                       | 0                       | 1                       |
| 日本                    | 48                      | 0                       | 48                      |
| 摩洛哥                  | 1                       | 0                       | 1                       |
| 新西兰                  | 1                       | 0                       | 1                       |
| 巴基斯坦                | 1                       | 0                       | 1                       |
| 塞内加尔                | 1                       | 0                       | 1                       |
| 西班牙                  | 1                       | 0                       | 1                       |
| 瑞典                    | 1                       | 0                       | 1                       |
| 瑞士                    | 1                       | 0                       | 1                       |
| 土耳其                  | 44                      | 11                      | 55                      |
| 英国                    | 176                     | 0                       | 176                     |
| 美国                    | 25                      | 0                       | 25                      |
| 越南共和国              | 1                       | 0                       | 1                       |
| 不明                    | 2                       | 0                       | 2                       |
| 合計                    | 335                     | 11                      | 346                     |

981號班機於當天早上11時從土耳其伊斯坦堡抵達，降落在巴黎奧利機場。該架DC-10客機於首段航程載著167名乘客及13名機員，其中50名乘客於巴黎下機。第二段航程將從巴黎飛往倫敦希斯洛機場，這段航程又有216名乘客登機，當中有包括17名英國橄欖球球隊隊員，他們出席完前一天的一場對法國的比賽後回國；另有4名英國模特，及48名前往美國的日本銀行管理實習生。其餘147人則是來自其他12個國家。通常從法國前往倫敦的航班都不會爆滿，但由於當時英國歐洲航空罷工影響旅客，令所有來往英法的航班需要激增。

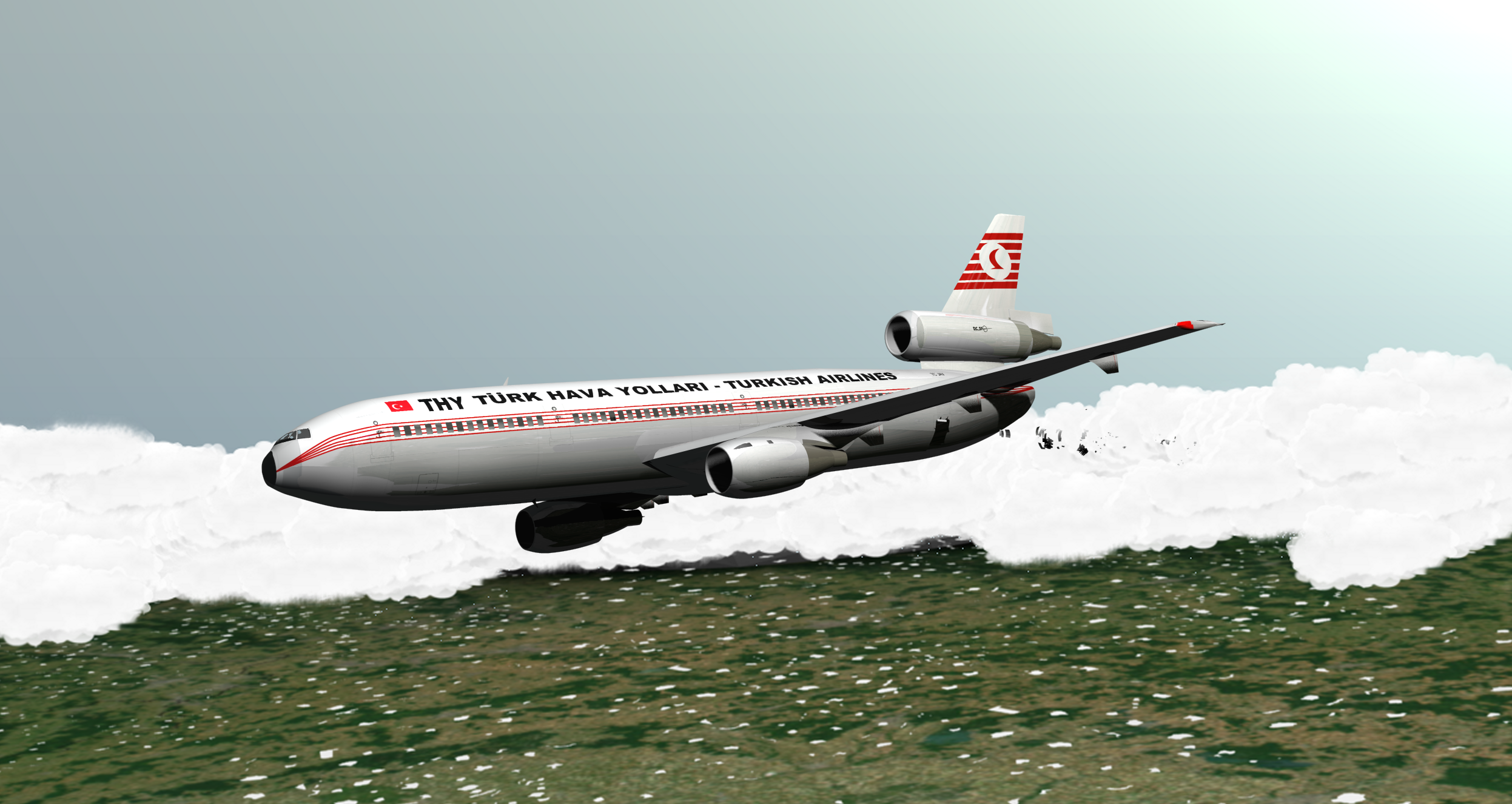
飞机爆炸性失压的电脑模拟图

下午12時30分，飛機從奧利機場東面起飛前往希斯洛機場，之後轉向北面飛行以避開巴黎上空。當981號班機飛過莫城時，航空管制員從該航班收到一段不清楚的通話；而飛機亦發生失壓，機上以土耳其語播出飛機超速警告，並記錄了包括副機長的通話：「機身爆開了！」（the fuselage has burst），因為班機客滿，導致爆炸減壓時地板崩裂力道加劇，導致液壓管線全毀。981號班機隨即消失於航管員的雷達螢幕內，稍後981號班機的殘骸於埃默农维尔森林內被發現。

## 調查
調查人員檢查過黑盒子的飛行資料記錄器及駕駛艙錄音器，發現飛機在飛過莫特丰丹時，機上發出警號提示機員飛機發生爆炸減壓。爆炸發生後，飛機稍微向上升起後隨即下降並左傾，機長内扎特·贝尔克兹（Nejat Berköz）及副機長奥拉尔·乌卢斯曼（Oral Ulusman）努力地控制客機，可是他們發現沒有可用以控制升降舵及方向舵的液壓，飛機以近乎垂直的姿態往地面直插。雖然飛機墜毀前開始拉平機身，但已失去了太多高度。最後飛機於爆炸發生後72秒以時速800公里高速撞向森林。機上的346人中，只有40具屍體可以從外觀被辨認，最後有9人永遠無法確認身份。至於飛機殘骸即已成為一堆碎片，調查人員無法找出飛機失去的那個部份。後來，在飛機墜毀處以南15公里的一處蕪菁田上，發現了一道飛機尾部的貨艙艙門，上面仍連著六張客椅，椅上有乘客的屍體。
於是法國調查人員斷定，是貨艙的艙門於半空發生爆炸減壓，造成了這次空難。其餘客機的客艙艙門的開啟方法是要往內推，艙門亦比門框稍大，這種設計是避免飛機高空失壓時，艙門被壓力打開。可是DC-10的貨艙艙門卻設計成往外打開，目的是騰出機艙內的空間，以增加貨艙容量。他們發現貨艙門本身設計有問題，貨艙門從外面看起來是關上的，但實際上並不一定鎖緊。該艙門的鎖設計既複雜，鎖勾位置亦可能有偏差，假如關門不當，飛機會於半空爆開，偏偏這種艙門的關門方式卻是十分困難，地勤人員需要花上九牛二虎之力才可將壓力栓壓緊。而即使關門後艙門明明沒有鎖緊，但位於駕駛艙的艙門顯示燈卻依然會關掉，示意艙門已關上。而導致飛機失去液壓是因為貨艙門脫落後，大量空氣被吸出機外，令同樣設計有問題的客艙地板向下榻，而壓毀了連接機尾的電線及液壓管。這種貨艙門原本早就應該被指示需要作出改良。因為在1972年6月12日，美國航空96號班機亦發生完全一樣的事故，該次飛機的艙門亦發生爆炸減壓，所幸飛機的液壓沒有完全損毀，最後更能成功迫降。該次事故發生後，美國國家運輸安全委員會（NTSB）立即對麥道公司做出兩項修正建議，包括需要更改貨艙門的設計，以及在客艙地板增加排氣孔等。不過，當時的NTSB對航空公司的建議，並無實質上的強制約束力，所以在美國聯邦航空管理局（FAA）未發布適航令的情形下，麥道未採用NTSB任何建議。不過麥道仍對有關設計做了修改，包括加長座艙門的鎖針長度、以及在艙門內側加裝金屬板以確保艙門確實上鎖等，並再在生產線上繼續生產了兩架DC-10，其中的一架，就是土耳其航空肇事的DC-10（NTSB亦參與了此次空難事故的調查）。但即便如此，該起空難出事原因仍與兩年前的事故幾乎如出一轍。
981號班機是當時有史以來死亡人數最慘烈的一次空難，直至1977年3月27日發生的特內里費空難才被打破；而單一飛機失事最嚴重事故，則於1985年8月12日被日本航空123號班機打破。可是981號班機仍是史上十大民航空難之一，而由於這次事故是因為DC-10的設計問題而引發，因此亦被視為20世紀十大技術災難。
麥道公司於此次空難事件後才亡羊補牢，徹底改良有關艙門設計，令DC-10再沒有發生過類似空難，可是當時該空難卻深深震撼整個航空界，亦因此打擊了大眾對DC-10的信心。乘客花了一段時間才恢復對搭乘DC-10的信心，而麥道公司亦因為這次空難導致其DC-10銷量遠不如預期。在1979年美國航空191號班機的空難，一度令全球DC-10需要停飛，最終導致麥道公司出現財政困難，從而於1997年被波音收購。

## 類似事故
- 聯合航空811號班機：該班機的貨艙艙門於飛行中被壓力扯脫，導致9人死亡；飛機其後成功迫降。
- 美國航空96號班機：飛機起飛不久，機身左後方的貨艙門突然爆開，所幸最終有驚無險降落，無人死亡，與土航981完全相同的事故。
- 衣索比亞航空302號班機空難
- 嬰兒空運行動事故
- 聯合航空232號班機
- 日本航空123號班機
- 阿羅哈航空243號班機
- 中華航空611號班機

## 相關紀錄片
- 《空中浩劫》第五季：「Behind Closed Doors」，與相似案例的美國航空96號班機一同編入。
- 《空中浩劫特別報告》第二季：設計缺陷。與同樣因設計缺陷墜毀的勞達航空4號班機、大西洋東南航空2311號班機一同編入。

## 其他
- 空難列表